# Warfarina
La warfarina (warf corresponde a las iniciales de Wisconsi Alumni Research Foundation, financiando la investigación, y el arina final hace referencia a la cumarina) es un medicamento anticoagulante oral que se usa para prevenir la formación de trombos y émbolos. Inhibe la producción de factores de coagulación dependientes de la vitamina K y así reduce la capacidad de la sangre de coagular. Su método de acción más lenta hace que generalmente se requiera más de un día para notar su efecto después de la primera dosis. Hay algunos riesgos asociados a la terapia con warfarina, tales como sangrado excesivo, interacciones con otros fármacos y malformaciones congénitas, así que los pacientes que la toman deben ser vigilados con cuidado por el médico. Se pueden dar altas dosis de vitamina K para contrarrestar los efectos de la warfarina, aunque a menudo la inhibición completa ocurre solo hasta 12-24 horas después de la administración.
La warfarina fue descubierta por Karl Paul Link y su equipo en 1948, cuando estos estaban investigando el compuesto en la Universidad de Wisconsin. La warfarina se deriva de la micotoxina anticoagulante natural dicumarol, que se encuentra en el trébol dulce putrefacto (Melilotus officinalis) y que causa la muerte por sangrado excesivo de los animales que comen la planta. Sus descubridores también identificaron las propiedades de la warfarina como rodenticida, para el control de ratones y ratas en áreas residenciales, industriales y agrícolas.

## Uso médico
La warfarina se usa principalmente para disminuir los factores de coagulación en pacientes predispuestos a formar coágulos. Por su desarrollo lento de los efectos antitrombóticos y su método de administración oral, se emplea a menudo en terapia a corto plazo.
Indicaciones
La warfarina está indicada en la profilaxis o tratamiento de la trombosis venosa y de la embolia pulmonar. Está indicada en la profilaxis o tratamiento de las complicaciones tromboembólicas asociadas a la fibrilación auricular y a las prótesis valvulares. La warfarina reduce el riesgo de muerte, infarto de miocardio recurrente y otros episodios tromboembólicos, como el ictus o los ataques isquémicos transitorios.
- Tromboembolismo venoso (incluyendo embolia): la evidencia clínica indica que un INR de 2.0-3.0 es suficiente para la prevención de un tromboembolismo venoso, minimizando el riesgo de hemorragia asociada a un INR más elevado.

- Fibrilación auricular: el metaanálisis de varios recientes estudios en sujetos con fibrilación auricular de origen no valvular ha demostrado que los valores del INR moderadamente altos de 2.0-4.5 y bajos de 1.4-3.0 son idénticos como preventivos de los episodios tromboembólicos, incluyendo el ictus. Solo se observó un número algo menor de sangrado con el INR más bajo. Por este motivo, el American College of Chest Physicians (ACCP) recomienda que se utilice una dosis de warfarina que mantenga el INR entre 2.0-3.0.

- Infarto de miocardio: en pacientes postinfartados, el tratamiento con warfarina se debe iniciar cuanto antes (2 a 4 semanas después del infarto) y las dosis se deben ajustar para mantener el INR entre 2.5-3.5. Esta recomendación está fundamentada en el estudio WARIS, en el que el tratamiento se inició 2 a 4 semanas después del infarto. Si los pacientes también reciben aspirina o si tienen algún riesgo de hemorragia, el INR puede reducirse ligeramente.

- Válvulas mecánicas y bioprotésicas: se recomiendan dosis de warfarina que mantengan el INR entre 2.5-3.5.

- Embolia sistémica recurrente: si el riesgo de tromboembolismo es muy elevado, puede ser necesario un valor del INR algo más elevado, aunque se ha comprobado que un INR > 4.0 no aporta ningún beneficio adicional y está asociado a una mayor incidencia de sangrado.

Posología
- Dosis iniciales: las dosis de warfarina deben ser individualizadas de acuerdo con la sensibilidad del paciente al fármaco, que viene indicada por la razón TP/INR. Se recomienda iniciar el tratamiento con una dosis de 2 a 5 mg/día ajustando las dosis en función de los valores obtenidos de la TP/INR.

- Mantenimiento: la mayoría de los pacientes son mantenidos satisfactoriamente con dosis de 2 a 10 mg/día. Las dosis y el intervalo entre dosis deben ser ajustados en función de la respuesta del paciente.

- Duración del tratamiento: como regla general, el tratamiento se debe mantener hasta que el riesgo de trombosis o embolismo haya desaparecido. Si el paciente olvida tomar una dosis, esta debe ser administrada lo antes posible, preferiblemente el mismo día. En ningún caso, la dosis olvidada será compensada doblando la dosis siguiente, sino que el paciente deberá contactar con su médico.

- Administración intravenosa: la vía intravenosa es una alternativa en pacientes que no pueden ser tratados por vía oral. Las dosis IV son las mismas que las que se administrarían por vía oral. La warfarina inyectable se administra en un bolo de 1 o 2 minutos en una vena periférica.

Contraindicaciones
La anticoagulación está contraindicada en cualquier situación en la que el riesgo de una hemorragia potencial sea mayor que los beneficios potenciales de la misma. La warfarina está contraindicada en casos de tendencia hemorrágica o discrasia sanguínea, cirugía reciente o próxima, ulceraciones de los tractos digestivo, genitourinario o respiratorio, hemorragias cerebrales, aneurismas de aorta u otras localizaciones, pericarditis y endocarditis bacteriana. También está contraindicada en la hipertensión maligna y en casos de anestesia o punción espinal o epìdural.
La warfarina se clasifica dentro del grupo X de riesgo durante el embarazo. Está contraindicada en mujeres embarazadas o en situación de quedar embarazadas, dado que el fármaco atraviesa la barrera placentaria y puede causar hemorragia fetal. Además, se han comunicado casos de malformaciones en los niños cuyas madres fueron tratadas con warfarina durante el embarazo (condrodisplasia punctata, agenesis del cuerpo calloso, malformación de Dandy-Walker y atrofia cerebelosa). También se han comunicado abortos espontáneos y una mayor incidencia de mortalidad infantil.

### Indicaciones
Se administra para prevenir trombosis venosa y embolia pulmonar en pacientes de alto riesgo, como los que ya han padecido este tipo de coágulo aberrante o los que se han sometido a ciertos procedimientos quirúrgicos. Otras indicaciones incluyen afecciones cardíacas como fibrilación auricular y la presencia de una válvula mecánica, que también aumentan el riesgo de formar un coágulo que puede causar un derrame. También se usa en la prevención de ataques de corazón en pacientes con infartos previos, a veces en conjunto con la aspirina.

### Posología y supervisión

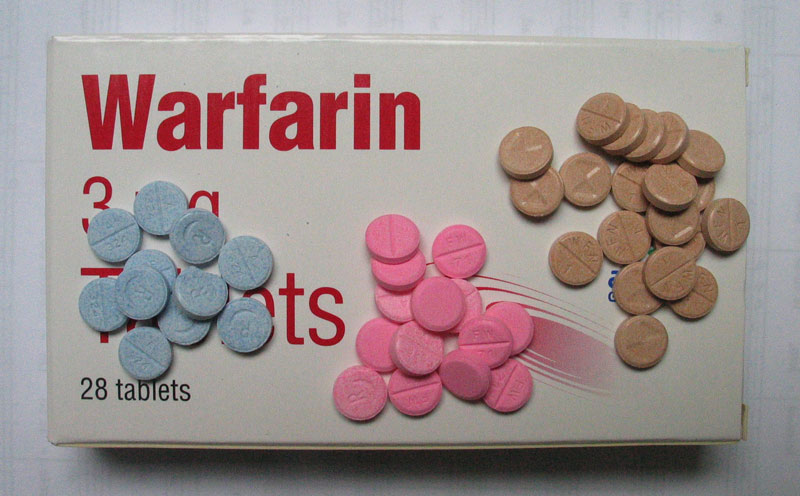
Algunas de las presentaciones de la warfarina, en comprimidos de 5 mg (rosados), 3 mg (azules) y 1 mg (marrones).

La dosificación específica que mantiene el nivel de anticoagulación terapéutico depende de factores como edad, dieta, predisposición genética e interacciones con otros fármacos, así que se determina empíricamente. Por eso, se realizan con frecuencia exámenes de sangre para que la dosis se pueda cambiar cuando sea necesario. La prueba más usada es la razón normalizada internacional (INR, por sus siglas en inglés), que mide de una manera estandardizada la actividad de las vías extrínseca y común de coagulación. Cambios en los niveles de 3 de los 4 factores dependientes de la vitamina K (II, VII, y X) se reflejan en la INR. El valor normal es de 1,0, pero durante terapia anticoagulante la INR debe ser mayor. Para los pacientes que toman warfarina, frecuentemente la INR óptima es entre 2,0 y 3,0, pero puede ser entre 3,0 y 4,0 en pacientes con un riesgo mayor de coagulación.
Cuando se empieza la terapia con warfarina, el efecto antitrombótico del fármaco no se desarrolla completamente hasta unos días después de la primera dosis. Generalmente se administra heparina, un fármaco anticoagulante que tiene un efecto casi inmediato, durante 5 días al menos al comienzo de la terapia, hasta que la INR se estabilice a un nivel adecuado. Anteriormente se usaban dosis altas al iniciar la terapia con warfarina. Sin embargo, esas dosis de carga se asociaban con un riesgo mayor de hemorragia, y paradójicamente, podían causar un estado hipercoagulante por la inhibición de proteínas C y S, promoviendo el desarrollo de necrosis cutánea. El American College of Chest Physicians y el American College of Cardiology recomiendan una dosis inicial entre 5 y 10 mg.

### Complicaciones

#### Hemorragia
El tratamiento con warfarina reduce los niveles plasmáticos de factores de coagulación claves en la hemostasis. Por eso, la sangre de los pacientes que toman warfarina no puede coagular tanto como lo normal. La anticoagulación oral se asocia con un riesgo elevado de hemorragia severa, que puede ocurrir externamente o en sitios internos como el cráneo y el tubo digestivo. Este riesgo aumenta con edad, la presencia de otras enfermedades y el tratamiento simultáneo con aspirina, antiinflamatorios no esteroideos, o drogas antiplaquetarias. La terapia con warfarina debe ser reducida o suspendida hasta que la pérdida de sangre se controle. En casos más serios se puede administrar la vitamina K1, plasma fresco congelado, o soluciones de factores de coagulación para que la sangre coagule.

#### Necrosis cutánea inducida por warfarina
La necrosis cutánea inducida por warfarina (NCIW) es una complicación poco común pero seria. Los síntomas empiezan de 3 a 6 días tras la administración inicial de warfarina. Los primeros síntomas son generalmente cambios de sensación. Luego, aparecen petequias, ampollas hemorrágicas, y finalmente, lesiones necróticas. La patogenia de esta condición aún no se conoce con certeza, pero se ha propuesto que la reducción en el nivel de proteína C por la acción de la warfarina contribuye a su desarrollo. Los niveles de proteína C caen rápidamente en la etapa temprana del tratamiento, antes de que el efecto anticoagulante completo se logre. Por eso, la actividad coagulante de la sangre se aumenta, produciendo oclusiones en los vasos sanguíneos de la piel que provoca necrosis. La deficiencia genética de proteína C y otros estados hipercoagulantes hereditarios incrementan la probabilidad de desarrollar NCIW. Para prevenir esta complicación, se recomienda que no se administren dosis de carga altas y que se administre heparina hasta que la warfarina reduzca los niveles de los factores de coagulación adecuadamente. Tratamientos para la necrosis ya severa incluyen la suspensión de la warfarina, la administración de heparina, vitamina K, y plasma fresco congelado, e intervenciones quirúrgicas.

#### Interacciones dietéticas
La vitamina K inhibe la acción de la warfarina, así que los pacientes que consumen alimentos ricos en vitamina K a menudo requieren dosis más altas del fármaco. Se sugiere que los pacientes deben mantener una dieta con un contenido estable de vitamina K, para que sus niveles de anticoagulación no cambien radicalmente. El alcohol también afecta el metabolismo de la warfarina.

#### Interacciones con otros fármacos
Las interacciones medicamentosas de warfarina son complicadas y numerosas. Otros fármacos pueden aumentar o disminuir la actividad de enzimas hepáticas, afectando el metabolismo de la warfarina. Por ejemplo, fármacos como los barbitúricos, la carbamazepina, y la rifampicina hacen la eliminación de la warfarina más rápida, mientras la amiodarona, la cimetidina, y el metronidazol impiden su eliminación. También otros medicamentos pueden interferir con el metabolismo de la vitamina K u ocupar sitios en las proteínas plasmáticas que se unen a la warfarina, desplazando a esta y aumentando súbitamente la concentración de warfarina en el plasma.

### Tratamiento durante el embarazo
A diferencia de la heparina, la warfarina puede cruzar la placenta y entrar al torrente sanguíneo del feto. Aumenta la tasa de aborto espontáneo en un 24% e interfiere con el desarrollo normal del feto. La warfarina impide la formación de los huesos fetales y causa malformaciones congénitas. Por estos riesgos, no se recomienda que se use la warfarina en el primer trimestre, sino que se la sustituya por la heparina. El tratamiento con warfarina debe interrumpirse en las semanas anteriores al parto anticipado, porque sus efectos anticoagulantes pueden causar hemorragia cerebral en el feto. A veces se administra heparina durante todo el embarazo en vez de warfarina, aunque esta terapia conlleva tasas más altas de trombosis, trombocitopenia, y osteoporosis. La warfarina no se encuentra en la leche maternal.

## Farmacología

### Mecanismo de acción
La warfarina impide la acción de la enzima hepática que reduce el 2,3 epóxido de vitamina K, un paso clave en la formación de ciertos factores de coagulación. La vitamina K reducida es un cofactor esencial en la carboxilación de ciertos residuos glutamatos a γ-carboxiglutamatos (Gla) en la producción de los factores II, VII, IX, X y las proteínas anticoagulantes C y S. Este proceso químico oxida la vitamina, dejándola en la forma de epóxido. Para seguir carboxilándose los glutamatos, se necesita reducir el epóxido a la forma activa. Esta reducción se realiza en dos pasos. Primero, el epóxido se convierte en la quinona de vitamina K (vitamina K1), una reacción catalizada por la epóxido reductasa de vitamina K (VKOR). Luego, una quinona reductasa reduce la vitamina K1 a la forma hidroquinona, que puede participar en la carboxilación de nuevo. La acción de la warfarina inhibe la primera enzima, previniendo así la formación de la quinona e interrumpiendo el reciclaje necesario de vitamina K. Sin los residuos de γ-carboxiglutamato sintetizados con la ayuda de vitamina K, los factores II, VII, IX, y X no pueden unirse a calcio divalente, un catión necesario para su activación normal. La vitamina K1 contrarresta los efectos de la warfarina, y se puede administrar en casos de sobredosis, sangrado, o riesgo elevado de sangrado peligroso.

### Farmacocinética
La warfarina se absorbe fácilmente por el tubo digestivo, ayudada por su solubilidad alta en lípidos, y tiene una vida media entre 36 y 42 horas. Esta misma hidrofobicidad hace que cruce la barrera placentaria. La mayoría (99%) de la warfarina encontrada en el plasma está unida a albúmina. Se excreta en el bilis y la orina.
Generalmente se administra en una mezcla racémica de dos enantiómeros, con la forma S siendo la más activa. Sin embargo, la forma S se elimina más rápidamente que la R. Después de una dosis oral, la warfarina se absorbe prácticamente en su totalidad con una concentración plasmática máxima observada en las primeras 4 horas. No hay diferencias apreciables en los volúmenes de distribución después de una dosis única de warfarina por vía oral o intravenosa, siendo este volumen relativamente pequeño (0.14 litros/kg). 
Sin embargo, la fase de distribución es más larga después de la administración oral. Las concentraciones de warfarina en el plasma fetal son próximas a las de la madre, si bien el fármaco no ha sido detectado en la leche materna, Aproximadamente el 99 % del fármaco se une a las proteínas del plasma.
Metabolismo: la eliminación de la warfarina se realiza casi completamente por metabolización por las enzimas microsomales hepáticas (citocromo P-450) originando metabolitos hidroxilados inactivos o reducidos. Estos metabolitos son eliminados preferentemente por la orina. Las isoenzimas del citocromo P-450 implicadas en el metabolismo de la warfarina incluyen las 2C9, 2C19, 2C8, 2C18, 1A2 y 3A4.
Excreción: la semi-vida terminal de la warfarina después de una dosis única es de una semana aproximadamente, si bien la semi-vida efectiva suele ser de una media de 36 y 42 horas. Los estudios realizados con el fármaco marcado radioactivamente han demostrado que el 92 % de la radioactividad se recupera en la orina, en su mayor parte en forma de metabolitos.
No existen diferencias significativas en la farmacocinética de la warfarina en los ancianos y los jóvenes. Sin embargo, los las personas mayores (> 60 años) parecen mostrar una respuesta PT/INR mayor de la esperada en respuesta a los efectos anticoagulantes de la warfarina. A medida que aumenta la edad, se requieren dosis menores de warfarina para producir el mismo nivel terapéutico de anticoagulación.
La insuficiencia renal parece tener un efecto inapreciable sobre los efectos anticoagulantes de la warfarina, de modo que no son necesarias restricciones de las dosis. Por el contrario, la insuficiencia hepática puede potenciar los efectos de la warfarina debido a un deterioro de la síntesis de los factores de coagulación y una reducción de la metabolización del fármaco.

### Farmacogenética
Variabilidad en el gen que codifica el citocromo P450 y el que codifica la epóxido reductasa VKOR afecta la respuesta terapéutica.
- El citocromo P450 es encargado de metabolizar la warfarina, cambiándola a una forma que puede ser eliminada del cuerpo.[19] Los polimorfismos con mayor importancia clínica se dan en la CYP2C9*2 (Arg144Cys) y la CYP2C9*3 (Ile359Leu), que en conjunto hacen que sea más probable una hemorragia con terapia con warfarina.[20][21] Estas dos variantes se encuentran en aproximadamente el 30 % de la población.[21]

- La enzima VKOR es el blanco farmacológico de la warfarina, así que variantes en su estructura pueden responder en maneras distintas al tratamiento. Polimorfismos en el gen que codifica la subunidad 1 de este complejo se han asociado con variaciones en la dosis diaria óptima en pacientes afectados.[22]

## Uso como rodenticida

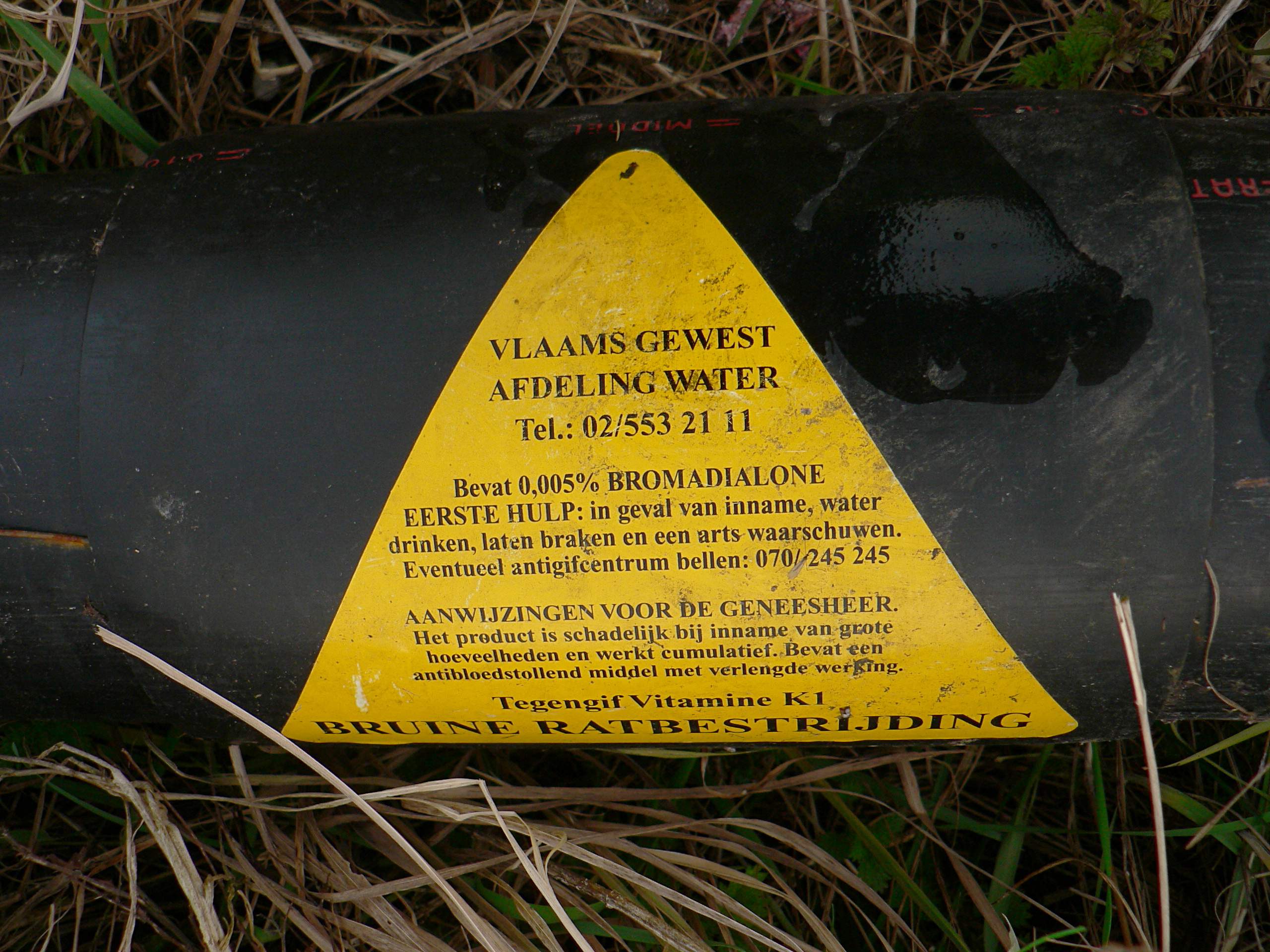
Etiqueta de advertencia en un tubo de rodenticida depositado en un dique del río Escalda en Steendorp, Bélgica. El tubo contiene bromadiolona, un compuesto de segunda generación ("super-warfarina") anticoagulante.

Las cumarinas (derivados de la 4-hidroxicumarina) se utilizan como rodenticidas para el control de ratones y ratas en áreas residenciales, industriales y agrícolas. La warfarina es inodora e insípida y resulta efectiva cuando se la presenta mezclada con alimento en cebos tóxicos, porque el roedor retorna al lugar para continuar alimentándose del cebo por un período de tiempo hasta acumular la dosis letal (estimada en 1 mg/kg/día durante alrededor de seis días). También se puede mezclar con talco que se adhiere a la piel del animal hasta ser consumida por este durante el aseo. La DL50 es 50–500 mg/kg. El valor de IDLH (Immediately Dangerous to Life or Health) es 100 mg/m³.
El uso de la warfarina como raticida se encuentra en declinación, porque muchas poblaciones de roedores han desarrollado resistencia a este compuesto. Existe disponibilidad de rodenticidas más potentes, del grupo de las 4-hidroxicumarinas, como la bromadiolona, el coumatetralil, y el brodifacoum, denominados con frecuencia "superwarfarinas", debido a su mayor potencia, su acción prolongada y su efectividad, incluso en poblaciones de roedores resistentes a la warfarina. A diferencia de la warfarina, que se excreta con rapidez, los nuevos rodenticidas anticoagulantes se acumulan en el hígado y riñones después de su ingestión. Esos rodenticidas también pueden acumularse en aves de presa y en otros animales que en algún momento se alimenten de roedores ya envenenados o de los cebos tóxicos.

## Síntesis de la warfarina

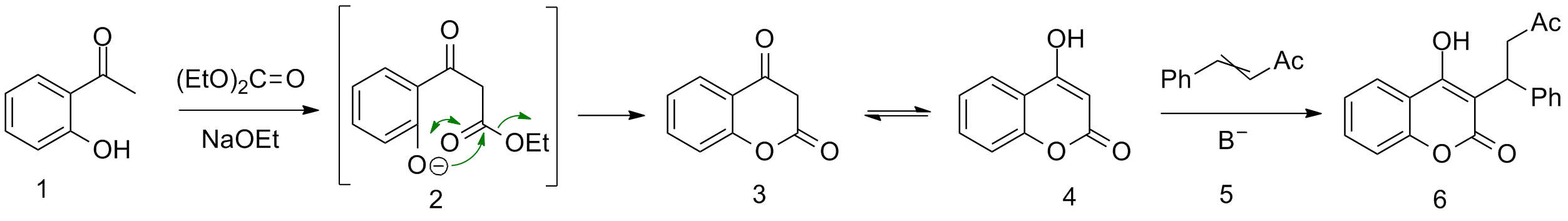
Síntesis de la warfarina.

La síntesis de la warfarina comienza con la condensación de la orto-hidroxiacetofenona (1-2) con carbonato de etilo para dar el b-cetoéster como el intermediario, que se muestra en la forma de enol. El ataque del fenóxido en el grupo éster conduce a la ciclación y la formación de la cumarina. La adición conjugada del anión de ese producto a metil estiril cetona produce la correspondiente reacción de Michael y la warfarina.

## Estereoquímica
La warfarina contiene un estereocentro y consta de dos enantiómeros. Este es un racemato, es decir, una mezcla 1:1 de la forma (R) y la (S):
| Enantiómero de warfarina | Enantiómero de warfarina |
| ------------------------ | ------------------------ |
| CAS-Nummer: 5543-58-8    | CAS-Nummer: 5543-57-7    |